# St. Hippolytus (Helden)

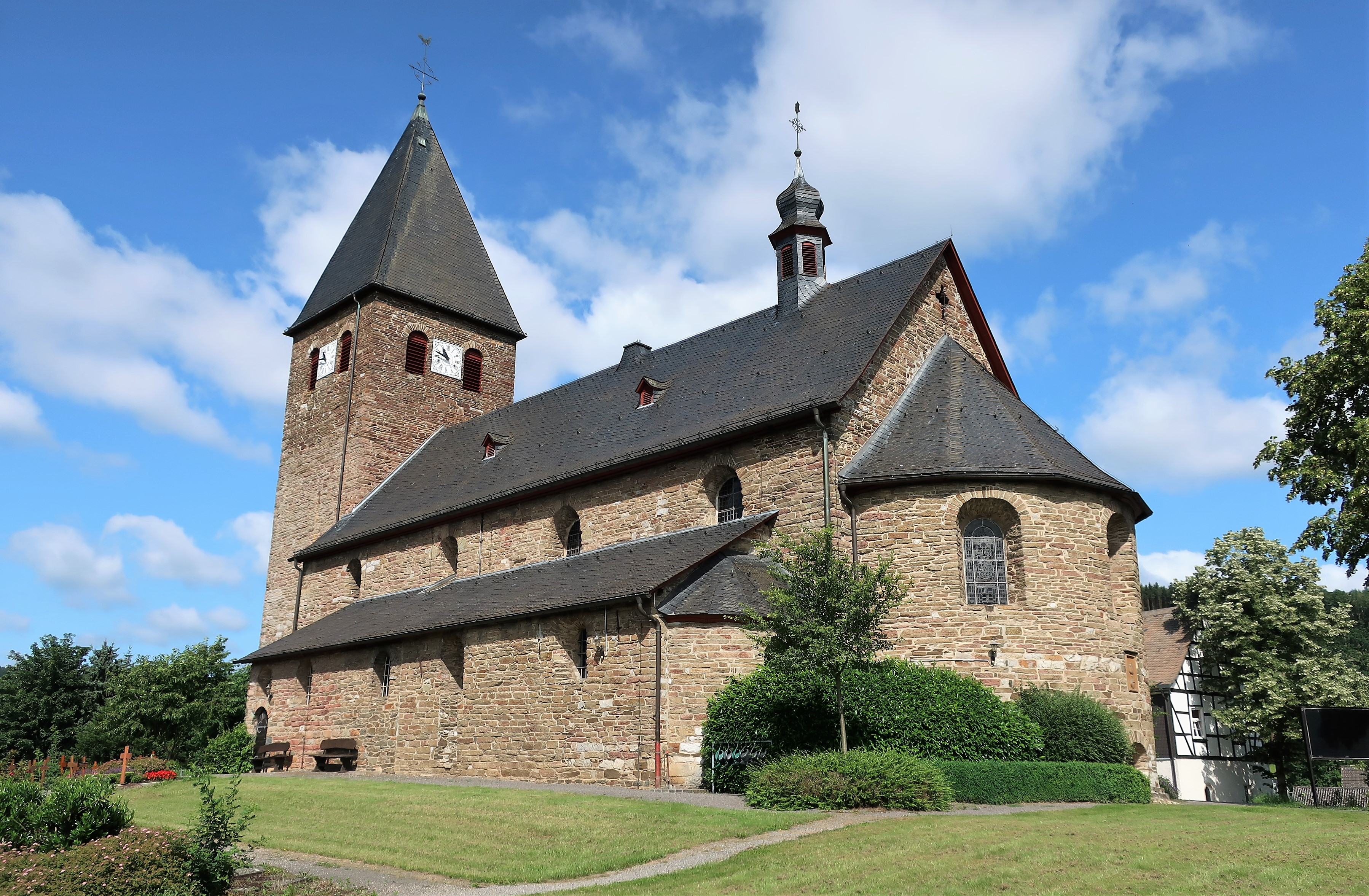
St. Hippolytus von Südosten

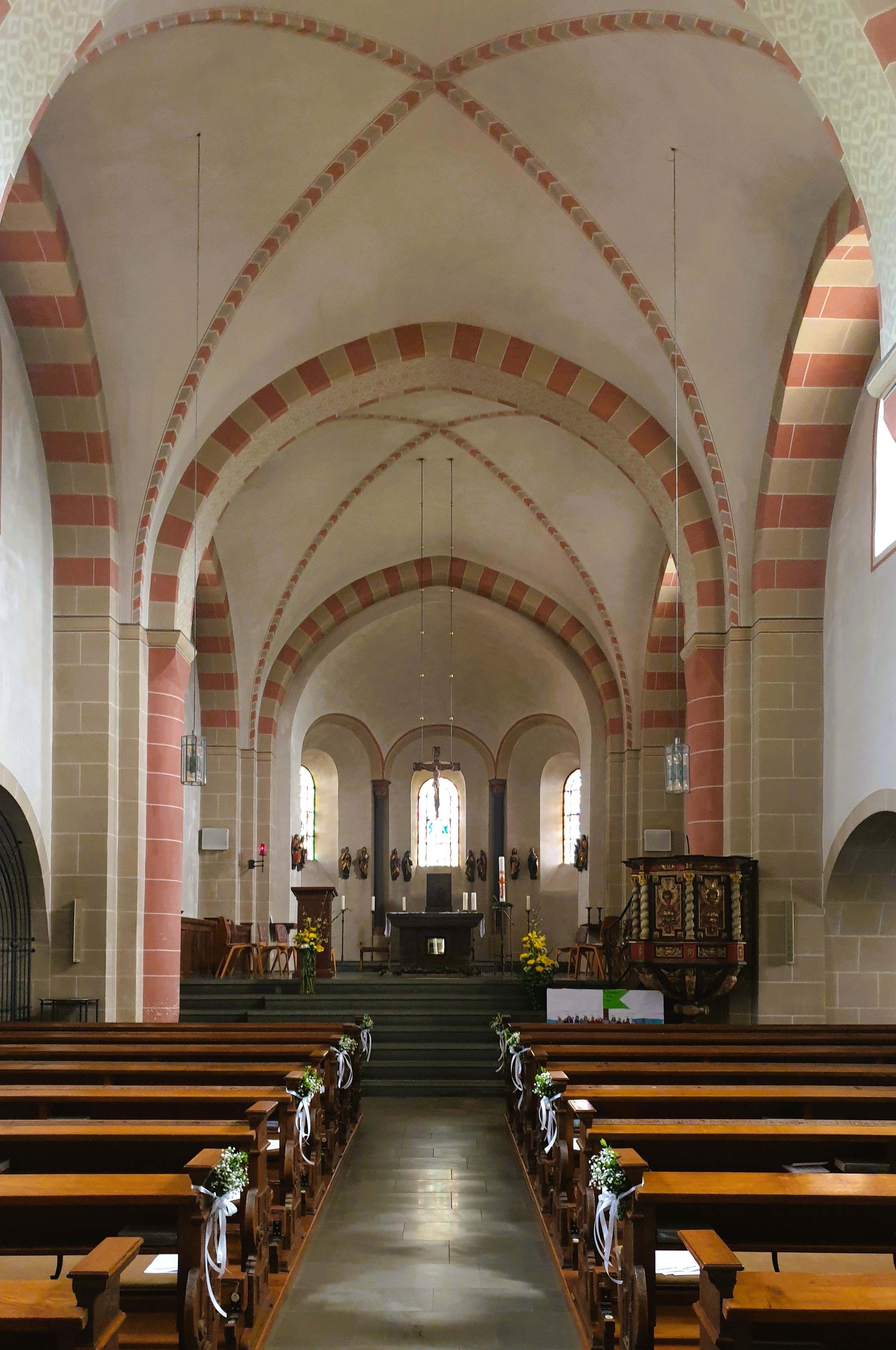
Inneres Richtung Chor

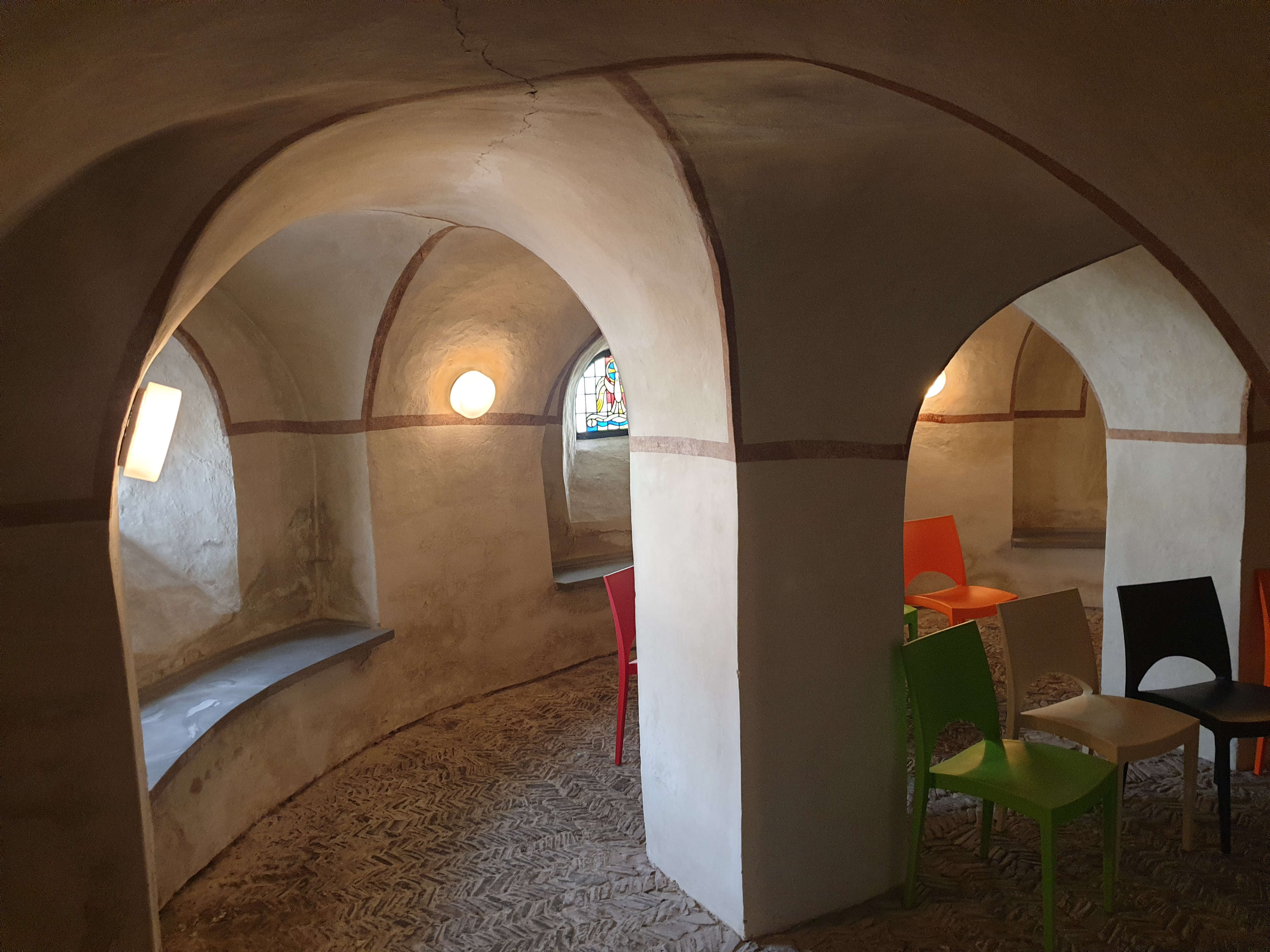
Blick in den Umgang der Krypta

Die römisch-katholische Pfarrkirche St. Hippolytus ist ein denkmalgeschütztes Kirchengebäude in Helden, einem Ortsteil der Stadt Attendorn, im Kreis Olpe, in Nordrhein-Westfalen.

## Geschichte und Architektur
Aus einer Urkunde des Erzbischofs Konrad von Hochstaden von 1253 geht die Gründung der Kirche durch Erzbischof Anno II. von Köln (1010–1075) hervor.
Das Gebäude ist ein dreijochiger, einschiffiger, romanischer Gewölbebau. Es wurde aus Bruchstein gemauert. Der einjochige Chor mit halbrunder Apsis ist erhöht. Er wurde mit Kreuzgratgewölben ausgestattet.  Die zweijochigen Nebenchöre mit Apsiden wirken in der Außenansicht wie Fragmente von Seitenschiffen. Auf der Südseite wurde später eine Sakristei angebaut. Durch einen Umbau im 13. Jahrhundert wurde die ursprünglich flach gedeckte Kirche eingewölbt. Der wuchtige Turm im Westen der Kirche ist ungegliedert.

### Krypta
Unter dem Chor befindet sich eine Krypta in Form einer Umgangskrypta. Diese ist ein kreuzgewölbter Raum, das Gewölbe wird von zwei quadratischen Pfeilern getragen. Die Krypta ist nach Osten halbrund geschlossen, sie hat zwei tonnengewölbte stollenartige Zugänge. Im zentralen tonnengewölbten Kryptaraum wurden 1935 eine romanische Gewölbemalerei und eine Sepulkrumnische mit weiteren Malereien freigelegt. Sie gehören zu den ältesten romanischen Malereien in Westfalen.

## Ausstattung

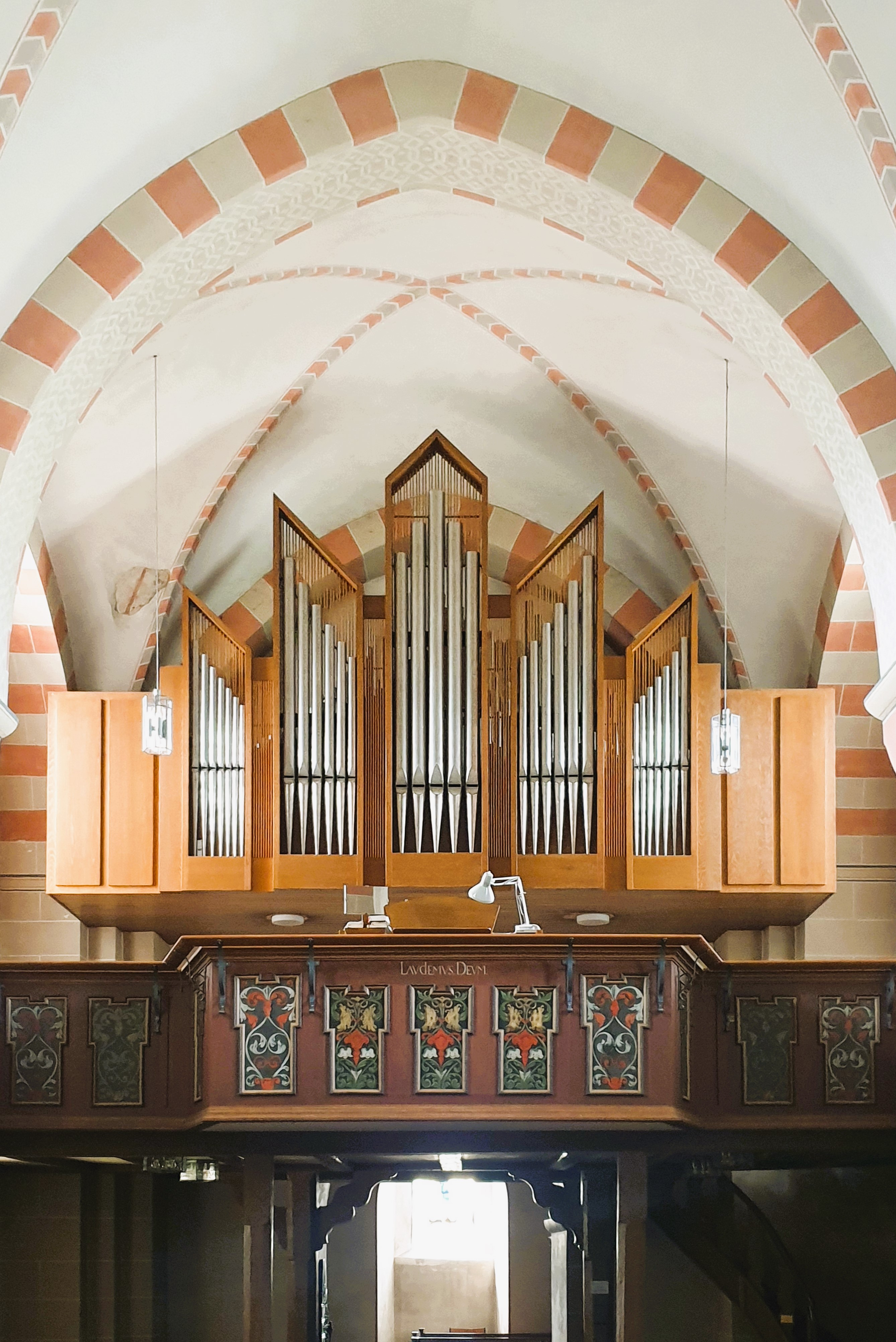
Die Orgel der Gebrüder Stockmann

- Kanzel von der zweiten Hälfte des 17. Jahrhunderts von Johann Sasse
- Zwölf handwerklich geschnitzte Apostelfiguren vom Anfang des 16. Jahrhunderts
- Gotisches Vortragekreuz aus der Mitte des 14. Jahrhunderts (befindet sich in der Sakristei)
- Spätromanische weibliche Sitzfigur, deren Deutung unklar ist[3]
- Orgel, 1976 von Orgelbau Gebrüder Stockmann unter Einbeziehung von Teilen einer älteren Vorgängerorgel des Fuldaer Orgelbauers Fritz Clewing aus dem Jahr 1897 gefertigt[4]

## Friedhof
Die Kirche ist von einem Friedhof umgeben. Die Grabstätten sind nach alter Tradition einheitlich gehalten, um ein sichtbares Zeichen für die Aussage Im Tode sind alle Menschen gleich zu setzen.